# Libéraux d'Algérie
Ne doit pas être confondu avec Libéralisme.
On désigne par libéraux d'Algérie ceux qui, entre 1954 et 1962, représentent le courant de pensée s'élevant contre les inégalités du système colonial en Algérie, et prônent le rapprochement social entre les communautés européennes et musulmanes.  Certains historiens ont par la suite appelé ce courant « la troisième voie », se référant à une issue médiane de la guerre d'Algérie.

## Parcours historique

### Les origines
Le courant des libéraux prend racine auprès de quelques intellectuels d'Algérie dans la période de répression qui suit les soulèvements de mai 1945 dans le Constantinois, connus historiquement comme les massacres de Sétif et Guelma et marquant le début de la Guerre d'Algérie. Cette répression par l'Armée française est jugée féroce et disproportionnée par les libéraux qui pointent les premières analyses des causes du soulèvement, tout en condamnant le recours à la violence sur les civils de tout bord.
Auparavant, l'article intitulé Misère de la Kabylie écrit par Albert Camus en 1939 et paru dans le journal Alger républicain, tient lieu de prémices de l'état d'esprit du courant des libéraux. L'article dénonce pour la première fois la pauvreté, l'injustice et les inégalités observées au cours d'un  reportage, et s'insurge sur l'insouciance de l'administration française devant l'état d'abandon des populations kabyles. Le journal Alger républicain, premier journal local d'expression libérale jusqu'à son interdiction en 1955 fut dirigé un temps par Henri Alleg qui révéla l'enlèvement de Maurice Audin en 1957 dans La question, mettant en cause l'armée française. Les dessous de
« l'affaire Audin » seront repris par l'historien Pierre Vidal-Naquet .
Parmi les causes des soulèvements, alors que la France fête la victoire des Alliés en 1945, et que plusieurs centaines de milliers de soldats indigènes ont été engagés sur le front dans les guerres de 1914-18 et 1939-45 avec la promesse de devenir citoyens français, celle-ci reste lettre morte dans les arcanes du pouvoir à Paris.
Il convient aussi de souligner que le projet Blum-Viollette, datant de 1936, resta lui aussi lettre morte. Ce projet proposait qu'une minorité ou élite de quelque 20000 musulmans, sur environ huit millions, obtiennent la citoyenneté française et le droit de vote. Il se heurta aux pouvoirs du lobby colonial en place à Alger, tenant étroitement à soi les leviers de l'économie de l'Algérie.
Un autre fait écartant toute possibilité de participation à la vie citoyenne, et contribuant au maintien du statu quo administratif est la promulgation du statut de 1947 instituant une Assemblée algérienne représentant très inéquitablement la population musulmane. Ce statut se révèlera utilisé de telle sorte qu'il ouvre la porte aux trucages des votes et au scandale des élections de 1948, qui faussèrent les représentations musulmanes de l'assemblée.      
Par le biais de cette assemblée, les éventuelles réformes émanant de Paris  ne seraient votées que si elles convenaient aux notables locaux, et ainsi s'instaure « un système de refus successifs » confortant la position féodale des colons les plus influents. 

Outre des considérations d'ordre administratif ne concernant encore qu'une élite musulmane, le véritable fléau qui décime peu à peu l'ensemble de la population musulmane est celui de la privation des terres cultivables, qui depuis la conquête se résume à une extorsion de biens par la force, puis se transforme en extorsion institutionnelle par le biais des différents systèmes législatifs.

### Le courant principal, celui des «humanistes»
Le 22 janvier 1956, la mouvance des libéraux revêt sa première forme visible et audible dans le discours prononcé à  Alger par Albert Camus de l'Appel pour une Trêve Civile. Camus est venu lancer un appel à la raison et à l'humanisme, avec une simple requête, celle d'épargner la vie des civils dans les affrontements entre les deux fronts.
« C'est à ceux qui ne se résignent pas à voir ce grand pays se briser en deux et partir à la dérive que, sans rappeler à nouveau les erreurs du passé, anxieux seulement de l'avenir, nous voudrions dire qu'il est possible, aujourd'hui, sur un point précis, de nous réunir d'abord, de sauver ensuite des vies humaines, et de préparer ainsi un climat plus favorable à une discussion enfin raisonnable. (…) De quoi s'agit-il ? D'obtenir que le mouvement arabe et les autorités françaises, sans avoir à entrer en contacts, ni à s'engager à rien d'autre, déclarent, simultanément, que, pendant toute la durée des troubles, la population civile sera, en toute occasion, respectée et protégée. », propose Camus dans son Appel.
À ses côtés, se trouvent les libéraux de la première heure, des personnalités algéroises comme l'écrivain Emmanuel Roblès, l'éditeur Edmond Charlot, Charles Poncet, les architectes Jean de Maisonseul, Louis Miquel, Roland Simounet, les peintres Louis Bénisti et René Sintès, la journaliste aux services de presse américains Evelyne Chauvin, l'abbé Tissot, le pasteur Capieu, le père Cuoq, les avocats Dechézelles et Chentouf, le sociologue Abdelmalek Sayad élève de Pierre Bourdieu.
Parmi les algériens qui témoignent une volonté de dialoguer, sont présents Ferhat Abbas, Mohamed Lebjaoui, Amar Ouzegane. Ceux-ci s'engagent par ailleurs à assurer le service d'ordre de la conférence face aux menaces  des  insurgés ultras contre les membres du comité.
Les réactions de haine des ultras sont virulentes, et ferment définitivement toute possibilité de dialogue. C'est dans ce repli que se cristallise l'opinion de la population européenne envers les libéraux, qui se voient, malgré eux, assimilés au mouvement nationaliste algérien, et pris pour cible par les futurs extremistes de l'O.A.S. dans leur escalade de violence sanguinaire.

### Le courant des étudiants «libéraux-progressistes»
Dans les mois qui suivent l'appel lancé par Camus en janvier 1956, se forme un noyau d'étudiants de la faculté d'Alger regroupés dans le mouvement C.E.A.L.D.(Comité Étudiants d'Action Laïque et Démocratique) présidé par Antoine Blanca, futur ambassadeur de France en Amérique Latine. À ses côtés, militent avec lui Alain Accardo, qui participe aux travaux du sociologue Pierre Bourdieu, Charles Géronimi, futur neuropsychiatre, et les futurs professeurs Jean Sprecher, Claude Olivieri et Jean-Paul Ducos devenu professeur de mathématiques en Algérie post-indépendance. Également, le représentant lycéen du groupe C.E.A.L.D. Pierre Grou, devenu universitaire.
Dans un premier temps (1946-1956) ces étudiants s'étaient efforcés de propager l'exemple d'une attitude fraternelle envers leurs camarades musulmans et avaient dénoncé les théories de supériorité confortant les dérives coloniales. Il faut toutefois souligner que le comportement méprisant de l'ensemble de la population européenne à l'égard des musulmans est largement alimenté, sinon attisé par les journaux locaux aux mains de colons, tels que l'Écho d'Alger ou la Dépêche quotidienne, manipulant l'opinion à loisir par des articles relevant souvent de la presse à scandale.
À partir de 1956 et après les réactions de haine suscitées par l'appel lancé par Camus, le groupe d'étudiants voit déjà lucidement se profiler un point de non-retour si les réformes en attente ne sont pas votées. Néanmoins, dans les cercles étudiants et par le biais d'une minorité de pied-noirs progressistes, ils multiplient les pamphlets, tracts et réunions préconisant une issue pacifique passant par la réconciliation des deux communautés à la suite des réformes. Mais les affrontements se succèdent sur les deux fronts, et les seules réponses apportées sont celles des forces militaires françaises.
Vers 1960, la situation se dégrade irrémédiablement et la position de ce groupe de libéraux, bien qu'incertaine devant les hostilités de l'O.A.S, se démarque par son courage et sa clairvoyance quant à une sortie honorable du conflit algérien.

### Le courant des «libéraux chrétiens et progressistes»
Se distinguant des autres courants libéraux, mais parallèle à ceux-ci et s'entrecroisant à Alger, se  situe le courant « chrétien » appelé aussi « chrétien progressiste ». Ses figures de proue sont le professeur de lettres à l'université d'Alger André Mandouze , le professeur de médecine Pierre Chaulet, l'abbé Scotto, mais aussi des personnalités individuelles comme l'avocat Pierre Popie ou l'ethnologue Germaine Tillion. Sans être un  mouvement structuré en tant que tel, et œuvrant chacun dans son propre cadre de travail à la restructuration du tissu social détruit, ces libéraux plus mûrs d'une génération  ne se font aucune illusion sur l'issue d'une Algérie Française baignée par la répression militaire et rongée par l'engrenage suicidaire des méthodes ultras.
Dès 1956, les chrétiens-progressistes avaient formulé le devenir d'une Algérie nouvelle à partir d'une politique libérale débarrassée du système colonial, basée sur une démocratie tenant compte de tous les habitants de l'Algérie sans discrimination d'origine, devenus citoyens à part entière. Cependant, à la différence de leurs cadets étudiants, ils savent que le rapprochement des deux communautés n'est pas envisageable dans le statu quo.
L'archevêque d'Alger Monseigneur Duval était l'un des piliers spirituels de ce courant, et œuvrait lui aussi à préparer la paix et jeter les bases sociales de l'après-conflit. Avec lui, les prêtres les plus en vue comme l'abbé Scotto, curé de Bab-el-Oued, l'abbé Bernard Boudouresques de la Mission de France, et le prêtre Robert Davezies s'attachèrent à mettre en place un travail social palliant les carences  du système colonial.  

Dans  ce courant, l'action de Maitre Popie était plus politique que sociale, son statut et sa notoriété servant de passerelle entre les entités politiques ou juridiques. Son rôle particulièrement exposé et sa personnalité emblématique firent de lui l'une des premières victimes de l'OAS (il fut assassiné au poignard par un commando le 25 janvier 1961). Les autres membres furent tour à tout victimes de menaces et hostilités. Lors d'une tentative de lynchage, André Mandouze fut protégé par les étudiants libéraux de l'université d'Alger, et exfiltré de justesse, échappant aux mains des étudiants ultras. Tout comme les prêtres Scotto, Boudouresques, Davezies et d'autres, André Mandouze fut arrêté pour ses idées considérées subversives. Beaucoup, parmi ceux qui survécurent à cette période, restèrent en Algérie après l'indépendance.
Sans appartenir à un courant défini, mais prônant l'idée de progrès social, l'ethnologue Germaine Tillion incarne quant à elle, une application des plus concrètes de l'idéologie des libéraux. Dès 1955, son rôle dans la création des Centres sociaux-éducatifs d'Algérie reste un exemple de solution de ce qu'elle-même dénomma "la clochardisation" du peuple algérien. « J'ai considéré que l'on n'avait pas le droit de faire passer une paysannerie à l'état de citadin, sans lui offrir un métier par personne ». 
Cette amorce faite par le gouvernement de Jacques Soustelle pour remédier à l'absence quasi totale d'offre scolaire pour les enfants « musulmans » sera vivement décriée par la population pied-noire, y voyant une menace à son statut privilégié. La clameur devient ensuite inconditionnelle de la masse extrémiste, et les Centres Sociaux connaitront le tragique Assassinat de Château Royal  perpétré par un commando de l'OAS, lors duquel furent sauvagement exécutés l'écrivain Mouloud Feraoun, ainsi qu'une équipe de cinq inspecteurs des Centres Sociaux d'El Biar.

### Les notables libéraux
Entre conviction, convenance ou lucidité économique, plusieurs hommes politiques, notables et gros propriétaires prirent leurs distances par rapport aux dérapages colonialistes et surent maintenir une ligne humaniste au fil des évènements de la guerre d'Algérie. C'est dans le cercle de l'administration formé autour de Jacques Chevallier, maire d'Alger de 1953 à 1958, député de droite, que l'on trouve ce courant certes paradoxal, appelé parfois « bourgeoisie intelligente » , mais dont les membres avaient finalement réussi à promouvoir des élus musulmans dans le cercle administratif inter-libéral et appelaient auprès du gouvernement français à la  participation de ces élus aux assemblées.
Comme pour Georges Blachette, puissant magnat agricole, ces hommes avaient compris, selon une stratégie ancienne, que « pour que rien ne change, il fallait tout changer » . Et bien que le motif fût de sauvegarder les intérêts économiques, et conserver une place dans l'Algérie à venir, ces hommes avaient tissé des liens d'entente et une estime profonde des Algériens qui finalement valurent à plusieurs d'entre eux de rester en Algérie après l'indépendance.

### La Fédération des Libéraux (FLA)
En mars 1956, dans le sillage immédiat de la conférence d'Albert Camus pour la Trêve Civile, fut créée par Jacques Chevallier, maire d'Alger, la Fédération des Libéraux d'Algérie dont l'engagement reposait sur la promotion de la paix entre Algériens et Européens. Elle dure jusqu'à la mi-1957 puis se reconstitue en 1960 sous une nouvelle forme jusqu'en 1962. Son journal bimensuel Espoir-Algérie - Expression des libéraux fut publié de mai 1956 à juin 1962 de manière intermittente. L’Espoir Algérie futdirigé par  Jean Gonnet du groupe “ Vie Nouvelle” d’ Alger dont deux membres, André Gallice  et Paul Houdart, étaient conseillers municipaux d’ Alger. Après sa reparution en métropole, L’Espoir Algérie fut géré par Omer Drigny, du groupe Vie Nouvelle de Dijon.  En mars 1957 en effet, le journal cesse de paraitre après 16 numéros, cible d'attentats et interdictions, entrainant la première dissolution  de la FLA. Celle-ci fait reparaitre son journal du 29 avril au 28 septembre 1960 et se heurte à nouveau aux difficultés liées à l'escalade de violence, menaces provenant de l'OAS, et saisies par les autorités. Le journal lancera un dernier titre en juin 1962 :«Oui à l'Algérie!» en avance au référendum annonçant l'indépendance. La FLA et son journal ne représenta jamais une voix unique des libéraux, mais fut constituée au total par 11 organisations, souvent en désaccord, mais réunies par l'objectif commun de ramener la paix.
L'histoire de la Fédération des Libéraux d'Algérie est peu documentée dans l'histoire de la guerre d'Algérie.
Les désaccords sur l'idéologie au sein de la FLA, les difficultés de publication d'Espoir-Algérie, et l'écrasement médiatique de journaux pro-ultras ont probablement contribué à l'effacement  historiographique du mouvement.

## Définitions des courants libéraux et citations  d'ouvrages
- « Les européens dont les prises de position contre le système inégalitaire qui prévalait en Algérie, la clochardisation des musulmans, le racisme à la base  des rapports entre les deux communautés, et plus tard, contre la répression et la torture,[...] ces européens existaient et avaient un nom : les libéraux ».

Cyrille Duchemin, Les libéraux d'Algérie pendant la colonisation, Analyse historiographique et mémorielle d'un mouvement oublié, Institut d'Études Politiques de Grenoble, Université Mendès-France, Mémoire de Master 1, Année 2007-2008.
- « C'est cette fraction de la population européenne que l'on est convenu d'appeler les « libéraux » [...]. Bien avant les évènements, les libéraux sont ceux qui ont attiré en vain l'attention des pouvoirs publics sur les conséquences funestes qu'appellent certaines méthodes de gouvernement : mœurs électorales, ségrégation devant l'emploi, brimades et tracasseries policières, sous-administration et exploitation des Algériens par le régime des communes mixtes et du caïdat. Encore qu'entre être libéral avant 1954 et être libéral en 1960, il y ait une sensible différence de nature. ».

Abdelmalek Sayad, sociologue, élève de Pierre Bourdieu, dans Études Méditerranéennes, les Libéraux n°7, Printemps 1960
- « Influencé sans doute par mon environnement culturel, je rêvais d'un pays, étroitement associé avec la France, où aurait cohabité trois cultures, trois communautés, trois religions, une cohabitation tranquille, productive, fructueuse, comme le fut longtemps l'Andalousie [dès le Moyen Âge], alors la région d'Europe la plus riche et la plus prospère. Mon Algérie réunissait tous les ingrédients  d'une telle réussite. Mais comme pour l'Andalousie hier, ce fut un mélange de fanatisme, d'intérêts sournois et de bêtise qui nous a empêchés de vivre ce rêve sur ce qui était notre terre. Elle restera un peu la nôtre tant que nous vivrons.»

Antoine Blanca, À contre-courant, Jean Sprecher, 2000.
- « La population européenne de l'Algérie n'était pas constituée uniquement d'individus réactionnaires et bornés. Une minorité se singularisait en s'exprimant par des prises de conscience et des actes « à contre courant » [...] pour sortir du drame algérien « la tête haute », [...] jusqu'à l'exode tragique de la communauté européenne, imposé par la bêtise sanguinaire de l'OAS. Le triste exploit de  cette organisation fascisante qui manipulait ou terrorisait la population d'origine européenne, a consisté à interdire tout avenir commun en Algérie ».

Pierre Grou, Confluences Méditerranée, 2007.
- « Les bienfaits de la colonisation n'étaient pas destinés à la population « indigène », ils pouvaient la concerner, elle en profitait par accident [...]. S'il y avait du positif dans la présence française en Algérie, le négatif l'a emporté ».

Marc Ferro, historien.

## Les moyens d'expression entre les origines et 1962
La presse en Algérie : 
- Le journal Combat
- Le journal mensuel L'Espoir Algérie[17] - Expression des libéraux d'Algérie
- Le quotidien Alger républicain (1938-1939, 1943-1955, 1962-1955)
- Le quotidien le Journal d'Alger, propriété de Georges Blachette

La presse en France :
- La revue Esprit
- Le quotidien le Monde

## Les sigles et noms des regroupements libéraux et apparentés
- Fédération des Libéraux d'Algérie, F.L.A.
- Fraternité Algérienne, F.A. (Oran)
- Comité Étudiants d'Action Laïque et Démocratique, C.E.A.L.D.
- Union démocratique du manifeste algérien, U.D.M.A.
- Association de la Jeunesse Algérienne pour l'Action Sociale, A.J.A.A.S.

## Personnalités parmi les libéraux d'Algérie et apparentés
- Alain Accardo
- Henri Alleg
- Maurice Audin
- Antoine Blanca
- Louis Bénisti
- Pierre Bourdieu
- Albert Camus
- Edmond Charlot
- Pierre Chaulet
- Evelyne Chauvin
- Jacques Chevallier
- Monseigneur Duval
- Mouloud Feraoun
- Marc Ferro
- Jean Foscoso
- Charles Geronimi
- Jean de Maisonseul
- André Mandouze
- Louis Miquel
- Claude Olivieri
- Maurice Perrin
- Charles Poncet
- Maitre Popie
- Emmanuel Roblès
- Abdelmalek Sayad
- Abbé Scotto
- Roland Simounet
- René Sintès
- Jean Sprecher
- Germaine Tillion
- Abbé Tissot
- Pierre Vidal-Naquet